# 2013 JR65
2013 JR65, também escrito como 2013 JR65, é um objeto transnetuniano que está localizado no Cinturão de Kuiper, uma região do Sistema Solar. Ele possui uma magnitude absoluta de 7,9 e tem um diâmetro estimado de 116 km.

## Descoberta
2013 JR65 foi descoberto no dia 8 de maio de 2013 pelo Outer Solar System Origins Survey.

## Órbita
A órbita de 2013 JR65 tem uma excentricidade de 0,191 e possui um semieixo maior de 46,369 UA. O seu periélio leva o mesmo a uma distância de 37,528 UA em relação ao Sol e seu afélio a 55,211 UA.